# Jaromír Kohlíček
Jaromír Kohlíček (23 de fevereiro de 1953 - 6 de dezembro de 2020) foi um político checo.
Foi Membro do Parlamento Europeu para o Partido Comunista da Boémia e Morávia, parte do grupo Esquerda Unitária Europeia – Esquerda Nórdica Verde no Parlamento Europeu.